# Spiraea mongolica
Spiraea mongolica är en rosväxtart som beskrevs av Carl Maximowicz. Spiraea mongolica ingår i släktet spireor, och familjen rosväxter. Utöver nominatformen finns också underarten S. m. tomentulosa.